# Королевство Ирак
Хашими́тское Короле́вство Ира́к (араб. المملكة العراقية الهاشمية‎ аль-Мамляка́ аль-Иракы́я аль-Хашими́я (1932—1941 годы, 1947—1958 годы)), Короле́вство Ира́к (араб. المملكة العراقية‎ (1941—1947 годы)) — иракское государство, королевство, управляемая династией Хашимитов, которая имела аравийское происхождение; государство просуществовало с 1932 по 1958 год.
Государство было основано 23 августа 1921 года после поражения армии Османской империи во время Месопотамской кампании, одной из кампаний Первой мировой войны. Хотя мандат Лиги Наций был предоставлен в 1920 году Британской империи, массовое восстание 1920 года привело к отказу от первоначального плана управления над Месопотамией в пользу формально суверенного иракского государства, но такого, которое находилось бы под эффективным британским управлением. Этот план был официально закреплён англо-иракским договором.
Официальная роль Британии в управлении над Ираком была прекращена в 1932 году после англо-иракского договора 1930 года. Теперь официально как полностью независимое государство, оно на протяжении всего своего существования переживало период турбулентности при своих хашимитских правителях. За установлением суннитского религиозного господства в Ираке последовали волнения ассирийцев, езидов и арабов-шиитов, которые были жестоко подавлены. В 1936 году в Иракском королевстве произошёл первый военный переворот, когда Сидки Бекри захватил власть, став новым премьер-министром. В период политической нестабильности последовали многочисленные перевороты, пик которых пришёлся на 1941 год.
Во время Второй мировой войны иракское правительство принца-регента Абд аль-Илаха было свергнуто в 1941 году мятежными военными из организации Золотой квадрат во главе с Рашидом Али аль-Гайлани. Недолговечное пронацистское правительство Ирака потерпело поражение в мае 1941 года от британских войск в Иракской операции. Ирак позже использовался в качестве базы для нападений союзников на удерживаемые вишистской Францией Сирию и Ливан и поддержки англо-советского вторжения в Иран. В то же время курдский лидер Мустафа Барзани возглавил восстание против центрального правительства в Багдаде. После провала восстания Барзани и его последователи бежали в СССР.
В 1945 году, на завершающем этапе Второй мировой войны, Ирак вступил в ООН и стал одним из основателей Лиги арабских государств. В 1948 году массовые беспорядки, известные как восстание Аль-Ватба, вспыхнули при поддержке коммунистов по всему Багдаду в качестве народного требования против нового договора с Англией. Новые протесты продолжались весной, но были прерваны в мае, когда было введено военное положение после того, как Ирак вступил в арабо-израильскую войну 1948 года вместе с другими членами Лиги арабских государств.
В феврале 1958 года король Иордании Хусейн ибн Талал и принц Абд аль-Илах предложили объединение хашимитских монархий, чтобы противостоять недавно образованной ОАР. Появившаяся 14 февраля 1958 года в результате этого Арабская Федерация просуществовала недолго. Она прекратила существование в 1958 году, когда монархия была свергнута в результате военного переворота под командованием Абделя Касема.

## Территория под фактическим британским управлением
Территория Ирака находилась под османским контролем до конца Первой мировой войны, став оккупированной территорией под управлением британских военных с 1918 года. Чтобы преобразовать регион под гражданское управление, Месопотамия была предложена в качестве мандатной территории Лигой Нации в группе А в соответствии со статьёй 22 и передана Британской империи, когда бывшие территории этой османской провинции были разделены в августе 1920 года в соответствии с Севрским мирным договором. Однако антибританское восстание в Ираке 1920 года привело к отмене первоначального плана. Вместо этого Ирак признавался суверенной страной с королём Фейсалом I во главе, получившего широкую известность во время великого арабского восстания и проявлявший лояльность к британцам. Фейсал ранее был провозглашён королём Сирии Сирийским национальным конгрессом в Дамаске в марте 1920 года, но был изгнан французами в июле того же года. Королевство Ирак было образовано в августе 1921 года. Несмотря на формальный суверенитет иракского короля, в 1922 году между Ираком и Британской империей был заключён союзный договор, названный Англо-иракским договором. Данный договор обеспечивал номинальную независимость страны, хотя Британская империя сохраняла контроль над военным ведомством и министерством иностранных дел Ирака. Также согласно ему, британские королевские ВВС сохранили определённый военный контроль над военной инфраструктурой и воздушным пространством Ирака. Ирак оставался под полным британским контролем в вопросах обороны, внешней и внутренней политики. Таким образом, Ирак оставался де-факто под британским управлением до 1932 года.
При короле Фейсале правительство послевоенного Ирака возглавляли Верховный комиссар сэр Перси Кокс и его заместитель полковник Арнольд Уилсон. Британские репрессии после убийства британского офицера в Наджафе не смогли восстановить порядок, а британская администрация ни как не могла начать функционировать в горах северного Ирака. Самой серьёзной проблемой, с которой столкнулись британцы, был растущая ненависть иракцев по отношению к ним.

## История

### Независимость
С подписанием в Багдаде 30 июня 1930 года нового англо-иракского договора и урегулированием вопроса о Мосуле иракская политика приобрела новую динамику. Договор вступил в силу 3 октября 1932 года, когда Королевство Ирак официально стало полностью независимым как Иракское Хашимитское королевство. Формирующийся класс суннитских и шиитских племенных шейхов, владеющих земельными угодьями, соперничал за власть с богатым и престижным городским суннитским классом, а также с офицерами и чиновниками, обученными ещё в Османской империи. Поскольку новые политические институты Ирака были созданы иностранной державой, и поскольку концепция демократического правления не имела прецедентов в истории Ирака, политикам в Багдаде не хватало легитимности и у них никогда не было нормальных избирателей. Таким образом, несмотря на конституцию и избранный парламент, иракская политика была скорее изменчивым союзом важных личностей и клик, чем демократией в западном смысле. Отсутствие политических институтов на широкой основе препятствовало способности раннего национального государства глубоко проникать в разнообразную социальную структуру Ирака.
Новый англо-иракский договор был подписан в июне 1930 года. Он предусматривал тесный союз, «полные и откровенные консультации между двумя странами по всем вопросам внешней политики» и взаимную помощь в случае войны. Ирак предоставил британцам право использовать авиабазы близ Басры и в Эль-Хаббании и право перемещать войска по всей стране. Договор, рассчитанный на двадцать пять лет, должен был вступить в силу после вступления Ирака в Лигу Наций. Это произошло 3 октября 1932 года.
Ираку была предоставлена официальная независимость 3 октября 1932 года в соответствии с соглашением, подписанным Соединенным Королевством в июне 1930 года, в соответствии с которым Британская империя прекратит действие своего действующего мандата при условии, что иракское правительство разрешит британским советникам принимать участие в государственных делах, позволит британским военным базам остаться в стране и, чтобы Ирак оказывал помощь Британии в случае войны. Сильная политическая напряженность существовала между Ираком и Британской империей даже после обретения независимости. После обретения независимости в 1932 году иракское правительство немедленно объявило, что Кувейт по праву является территорией Ирака. Кувейт свободно находился под властью османского вилайета Басры в течение столетий, пока британцы официально не отделили его от османского влияния после Первой мировой войны и не оставили его себе в качестве колонии. Именно на этом основании иракское правительство заявило, что Кувейт был детищем британских империалистов.

### Политическая нестабильность и военные перевороты, 1933—1941 годы
После смерти Фейсала I монархию возглавил его сын Гази I, который правил до 1939 года. Король Гази правил в качестве номинального главы с 1933 по 1939 год, когда он погиб в автомобильной катастрофе при странных обстоятельствах. В этот период в стране ширились оппозиционные и националистические движения. Так, в период с 1936 по 1941 годы иракская армия осуществила пять попыток государственного переворота — начиная с переворота, осуществлённого Сидки Бекри. Это не помешало планам создания Ближневосточной Антанты, осуществившихся уже в 1937 году. Арабские и иракские националисты требовали, чтобы британцы покинули Ирак, но их требования были проигнорированы Соединенным Королевством.
После достижения официальной независимости в октябре 1932 года возникла политическая напряжённость в связи с продолжающимся британским присутствием в новом государстве, когда правительство Ирака и политики разделились между теми, кто считался пробританскими политиками, такими как Нури ас-Саид, который не выступал против продолжения британского присутствия, и антибританскими политиками, такими как Рашид Али аль-Гайлани, которые требовали, чтобы оставшееся британское влияние в стране было устранено.
Различные этнические и религиозные группировки пытались добиться политических успехов в этот период, что часто приводило к насильственным восстаниям и жестокому подавлению иракскими военными во главе с Бакром Сидки. В 1933 году тысячи ассирийцев были убиты во время резни в Сумайиле, в 1935—1936 годах в районе среднего Евфрата в Ираке была жестоко подавлена серия восстаний шиитов, а параллельно с этим в 1935 году было подавлено курдское восстание против призыва на военную службу на севере и восстание езидов в Джабаль-Синджаре. На протяжении всего периода политическая нестабильность приводила к смене многочисленных правительств. Сам Сидки Бекри пришёл к власти в 1936 году после успешного государственного переворота против премьер-министра Ясина аль-Хашими, но позже был убит в 1937 году во время визита в Мосул, за которым последовала гибель короля Гази в 1939 году, предположительно спланированной британцами, в результате чего регентство принца Абд аль-Илаха над четырёхлетним королём Фейсалом II продолжалось до 1953 года.
При последней из этой пятилетней серии попыток переворотов к власти пришёл пронацистски настроенный Рашид Али аль-Гайлани, который установил регентство над несовершеннолетним королём Фейсалом II. Поскольку Рашид Али аль-Гайлани заявил о расторжении договорённостей с Великобританией, британская армия выдвинула 2 мая 1941 года ультиматум об освобождении территорий военных баз.

### Иракская операция и вторая британская оккупация
Иракский государственный переворот 1941 года сверг пробританского премьер-министра Таху аль-Хашими и Рашид Али аль-Гайлани стал новым премьер-министром пронацистского правительства под названием «правительство национальной обороны», регент Абд аль-Илах бежал из королевского дворца, узнав об этом, и при поддержке Великобритании отправился в Хаббанию, затем в Басру, он проведёт остаток следующих месяцев в Иордании и подмандатной Палестине, его бегство вызвало конституционный кризис в новом правительстве. Рашид Али не отменял монархию, но вместо этого назначил Шарифа Шарафа бин Раджиха более послушным регентом и попытался ограничить права британцев в соответствии с договором от 1930 года. Рашид Али попытался установить контроль над Ираком, обратившись за помощью к Третьему рейху, фашистской Италии и имперской Японии.
20 апреля иракская армия закрепилась на возвышенности к югу от военно-воздушной базы Хаббания. Иракский посланник был направлен с требованием, чтобы с базы не производилось никаких перемещений, ни наземных, ни воздушных. Британцы отказались от этого требования, а затем сами потребовали, чтобы иракская армия немедленно покинула этот район. После того, как истёк срок очередного ультиматума, предъявленного ранним утром 2 мая, в 05:00 британцы начали бомбить иракские войска, угрожающие базе, что ознаменовало начало англо-иракской войны.
Военные действия продолжались со 2 по 31 мая 1941 года между иракцами и британцами с их ассирийскими союзниками. Британцы будут продолжать оккупировать Ирак в течение многих лет после этого.
После поражения Ирака 2 июня в Багдаде произошёл еврейский погром, инициированный молодёжью Футувва и сторонниками Рашида Али, в результате которой погибло почти 1000 евреев и был нанёсен серьёзный ущерб их собственности.

### Под британской оккупацией
После окончания иракской операции Абд аль-Илах вернулся в качестве регента вместе с Джамилем Аль-Мидфаи в качестве премьер-министра и доминировал в политике Ирака до уничтожения монархии и убийства королевской семьи в 1958 году. В этот период правительство проводило в основном прозападную политику.
Правительство аль-Мидфаи объявило военное положение в Багдаде и его окрестностях, начало чистку в правительстве от элементов, поддерживающих Гайлани, запретило прослушивание радио, ориентированного на страны Оси, и различные другие процедуры, направленные на поддержание безопасности и порядка в стране. Несмотря на все эти меры, это не удовлетворило британцев, которые потребовали расформирования иракской армии и ареста всех, кто поддерживал, присоединился или сочувствовал перевороту 1941 года.
Правительство Мидфаи раскололось из-за репрессий против элементов, выступающих за Гайлани, и некоторых министров не радовала необходимость вступать в союз с Великобританией, да и сам премьер-министр не одобрял идею такого количества арестов. Эта позиция иракского правительства возмутила как британцев, так и регента, который рассматривал свою политику сочувствия как косвенную поддержку оппозиции и радикальных движений. Министр финансов Ибрагим Камаль аль-Гутунфири возглавлял группу политиков, которые хотели изменить политику аль-Мидфаи, и верил в использование более жёстких мер для поддержания безопасности в стране, он подал в отставку 2 сентября 1941 года.
Отставка Ибрагима Камаля ослабила правительство Мидфаи, и отставной министр начал призывать к формированию нового правительства и проложил путь Нури ас-Саиду, чтобы тот стал новым премьер-министром. Правительство Джамиля аль-Мидфаи ушло в отставку, и Абд аль-Илах приказал Нури сформировать новое правительство 9 октября.
В 1943 году курдский лидер Мустафа Барзани возглавил восстание против центрального правительства в Багдаде. После провала восстания Барзани и его последователи бежали в СССР.

### После британской оккупации
В 1945 году, на завершающем этапе Второй мировой войны, Ирак вступил в ООН и стал одним из основателей Лиги арабских государств.
Период после окончания оккупации был временем создания различных политических партий, выступающих против правительства или поддерживающих его сил, включая Национально-демократическую партию, возглавляемую Камилем Чадирджи, Партию конституционного союза, возглавляемую Нури аль-Саидом, и Партию независимости Ирака, возглавляемую Мухаммедом Махди Куббой, которые являлись одними из наиболее важных.
В 1948 году массовые беспорядки при поддержке коммунистической партии, известные как восстание Аль-Ватба, вспыхнули по всему Багдаду как результат полного неприятия межгосударственного договора с Британией и Ираком. Новые протесты продолжились всю весну, но были подавлены в мае с введением военного положения, когда Ирак вступил в арабо-израильскую войну 1947—1949 года вместе с другими странами Лиги арабских государств.
Вспыхнули различные другие протесты против прозападных взглядов правительства, в том числе иракская интифада 1952 года, которая закончилась незадолго до парламентских выборов в Ираке в 1953 году.
Король Фейсал II, наконец, достиг совершеннолетия 2 мая 1953 года, положив конец регентству Абд аль-Илаха, но Абд аль-Илах продолжал оказывать влияние на политику благодаря своему влиянию на молодого короля.
В 1955 году, чтобы противостоять влиянию Советского Союза на Ближнем Востоке, Иран, Ирак, Пакистан, Турция и Британская империя подписали Багдадский пакт, причём США активно участвовали в переговорах по его формированию, пакт вызвал серьёзное недовольство населения и оппозицию, поскольку многие не одобряли идею вступления в альянс, возглавляемый Западом.
В сентябре 1956 года запланированный переворот обсуждался в тайной военной организации, известной как «свободные офицеры» (вдохновленная египетским примером), которая планировала начать переворот после военных учений, захватив стратегические объекты в Багдаде и арестовав регента и короля, однако переворот провалился, так как военные учения были внезапно прерваны.
В феврале 1958 года король Иордании Хусейн ибн Талал и Абд аль-Илах предложили объединение хашимитских монархий, чтобы противостоять недавно образованной сирийско-египетской Объединённой Арабской Республике. В результате 14 февраля 1958 года была образована Арабская Федерация.

### Революция 14 июля и конец монархии
Хашимитская монархия просуществовала до 1958 года, когда она была свергнута иракскими офицерами-республиканцами в результате военного переворота, известного как революция 14 июля. Король Фейсал II, его семья и члены правительства были убиты во дворе дворца Рихаб в центре Багдада (молодой король ещё на тот момент не успел переехать в недавно построенный новый королевский дворец). В результате переворота к власти пришёл Абд аль-Карим Касим. После провозглашения республики Ирак разорвал отношения по Багдадскому пакту и наладил дружественные связи с Египтом и Советским Союзом.
Ирак при монархии столкнулся с двумя голыми альтернативами: либо страна погрузилась бы в хаос, либо её население повсеместно стало бы клиентами и иждивенцами всемогущего, но капризного и нестабильного правительства. К этим двум альтернативам свержение монархии не добавило третьей.
Задача последующих правительств состояла в том, чтобы найти эту третью альтернативу, главным образом для создания современного государства, которое было бы стабильным, но также политически интегрированным.

## Демография
По разным оценкам, в 1920 году население Ирака составляло 3 миллиона человек, причём крупнейшими этническими группами были арабы, курды (вкл. езидов), ассирийцы и туркмены, а меньшинствами были персы, евреи, мандеи и армяне. Во время правления иракских хашимитов арабское население начало увеличиваться за счёт других этнических групп как из-за более высокого уровня рождаемости, так и из-за политики правительства, которое предпочитало арабское суннитское меньшинство другим этническим и религиозным группам.
В 1955 году население Ирака достигло 6,5 миллиона человек. Это произошло после того, как Королевство Ирак потеряло большую часть своего еврейского населения в результате операции Эзра и Неемия (около 130 тысяч человек были перевезены в Израиль) в 1951—1952 годах.